# Tigery
Tigery település Franciaországban, Essonne megyében. Lakosainak száma 4359 fő (2022. január 1.). Tigery Quincy-sous-Sénart, Saint-Germain-lès-Corbeil, Combs-la-Ville, Lieusaint, Étiolles és Saint-Pierre-du-Perray községekkel határos.

## Népesség
A település népessége az elmúlt években az alábbi módon változott:
| Lakosok száma | 3244 | 3449 | 3920 | 4017 | 4209 | 4294 | 4380 | 4318 | 4359 |
|               | 2013 | 2015 | 2016 | 2017 | 2018 | 2019 | 2020 | 2021 | 2022 |